# Выбег
Вы́бег — неустановившийся режим работы машины при постепенно уменьшающейся скорости после отключения двигателя или другого источника движения. Во время выбега движение продолжается по инерции, кинетическая энергия расходуется на преодоление трения, сопротивления внешней среды и т. п.
Количественно выбег может измеряться в единицах времени до остановки, пройденного расстояния (например, для автомобиля), угла поворота, количества оборотов и т. п.
По величине выбега можно судить о КПД работы машины (механизма): чем больше величина выбега, тем меньше энергии затрачивается на преодоление сил сопротивления движению.